# 右艾夫他滨
右艾夫他滨（INN：Dexelvucitabine）是一种用于治疗人类免疫缺陷病毒感染的实验药物，不过已经研发失败。它是一种胞苷核苷类似物和核苷逆转录酶抑制剂。，可在体外抑制HIV-1复制。在II期临床试验中，有一些迹象表明，感染人类免疫缺陷病毒的患者的平均病毒载量有所下降。
2006年4月3日，开发右艾夫他滨的制药公司Pharmasset和因赛特宣布决定停止该药物的进一步试验和开发，因为在II期临床试验中4级高脂酶血症（血液中脂肪酶过量）的发生率增加。